# Радослав Суслеков
Радослав Євгенієв Суслеков (болг. Радослав Евгениев Суслеков; нар. 13 липня 1974, Бургас) — болгарський боксер, призер чемпіонатів світу і Європи.

## Спортивна кар'єра
1992 року взяв участь в молодіжному чемпіонаті Європи з боксу і молодіжному чемпіонаті світу.
На чемпіонаті Європи 1993 переміг в першому бою і програв в другому.
На чемпіонаті світу 1995 Суслеков здобув три перемоги, а в півфіналі програв Ектору Віненту (Куба), задовільнившись бронзовою медаллю.
На чемпіонаті Європи 1996 здобув дві перемоги, а в півфіналі програв Нурхану Сулейман-огли (Туреччина) і отримав бронзову медаль.
На Олімпіаді 1996 він програв в першому бою Бабаку Мохімі (Іран) — 3-11.
На чемпіонаті світу 1997 знов програв в першому бою Бабаку Мохімі — 1-9.
1998 року переміг на домашньому міжнародному турнірі «Странджа» в Софії.